# 章宗源
章宗源（1751年—1800年），字逢之。山陰（今浙江紹興）人。

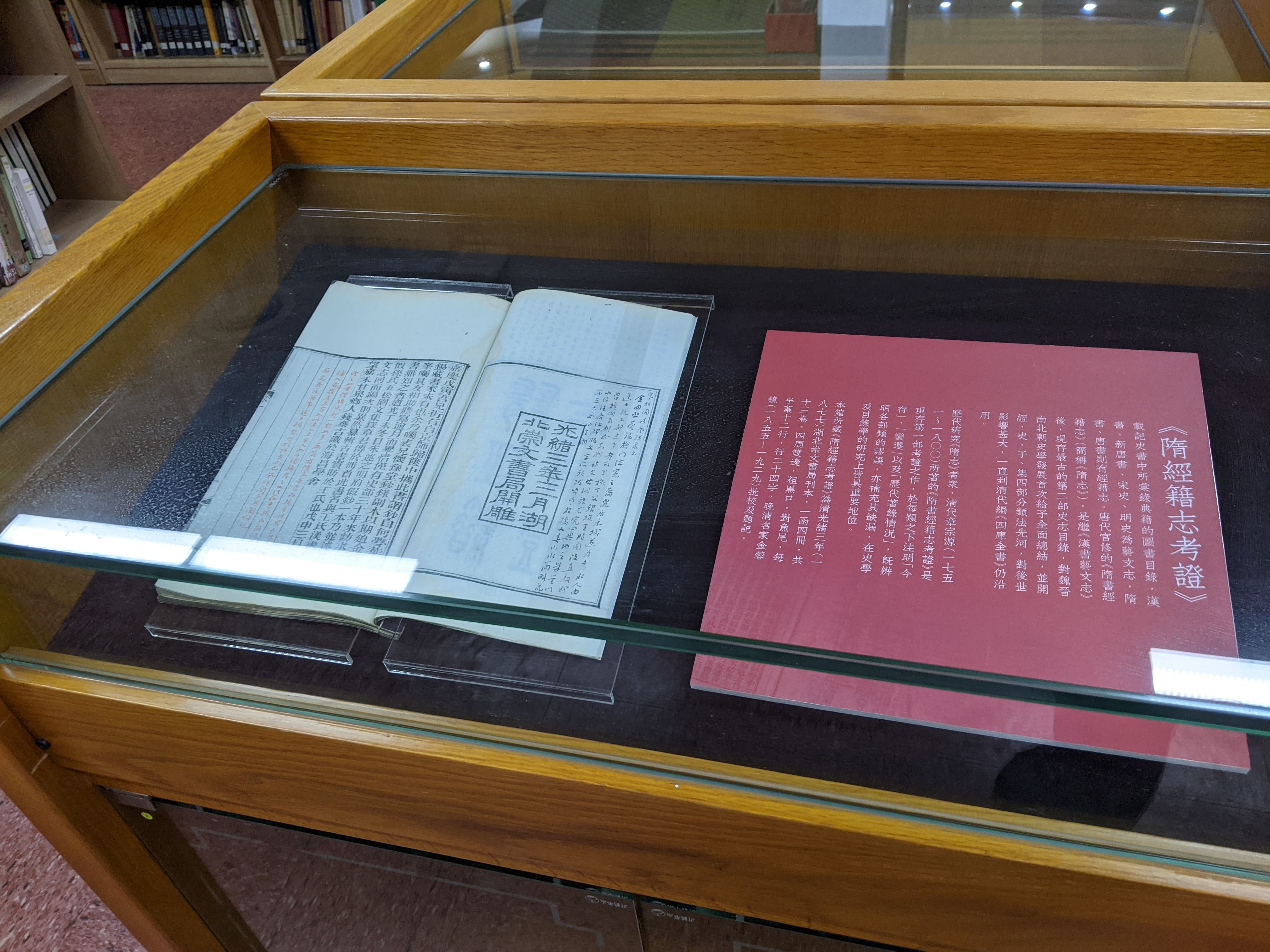
國立臺灣師範大學圖書館收藏之章宗源《隋經籍志考證》光緒三年刊本

祖籍浙江，乾隆十七年生，少聪颖。乾隆五十一年（1786年）以宛平籍中丙午科順天鄉試舉人。以邵晋涵为师，常輯錄唐宋以來亡佚古書，著《隋書經籍志考證》（又名《隋經籍志考證》），积十余年始成。稿件为仇家所焚，仅存史部五卷。又贈章學誠一部《逸史》，章学诚认为“甚得所用”，擬附入《史籍考》。嘉庆四年因受妖僧明心案牵连，被革去功名，次年卒，享年四十九岁。